# Inter Club d'Escaldes
L'Inter Club d'Escaldes és un club andorrà de futbol de la ciutat d'Escaldes-Engordany. Va ser fundat l'any 1991 i juga a la Lliga andorrana de futbol.

## Història

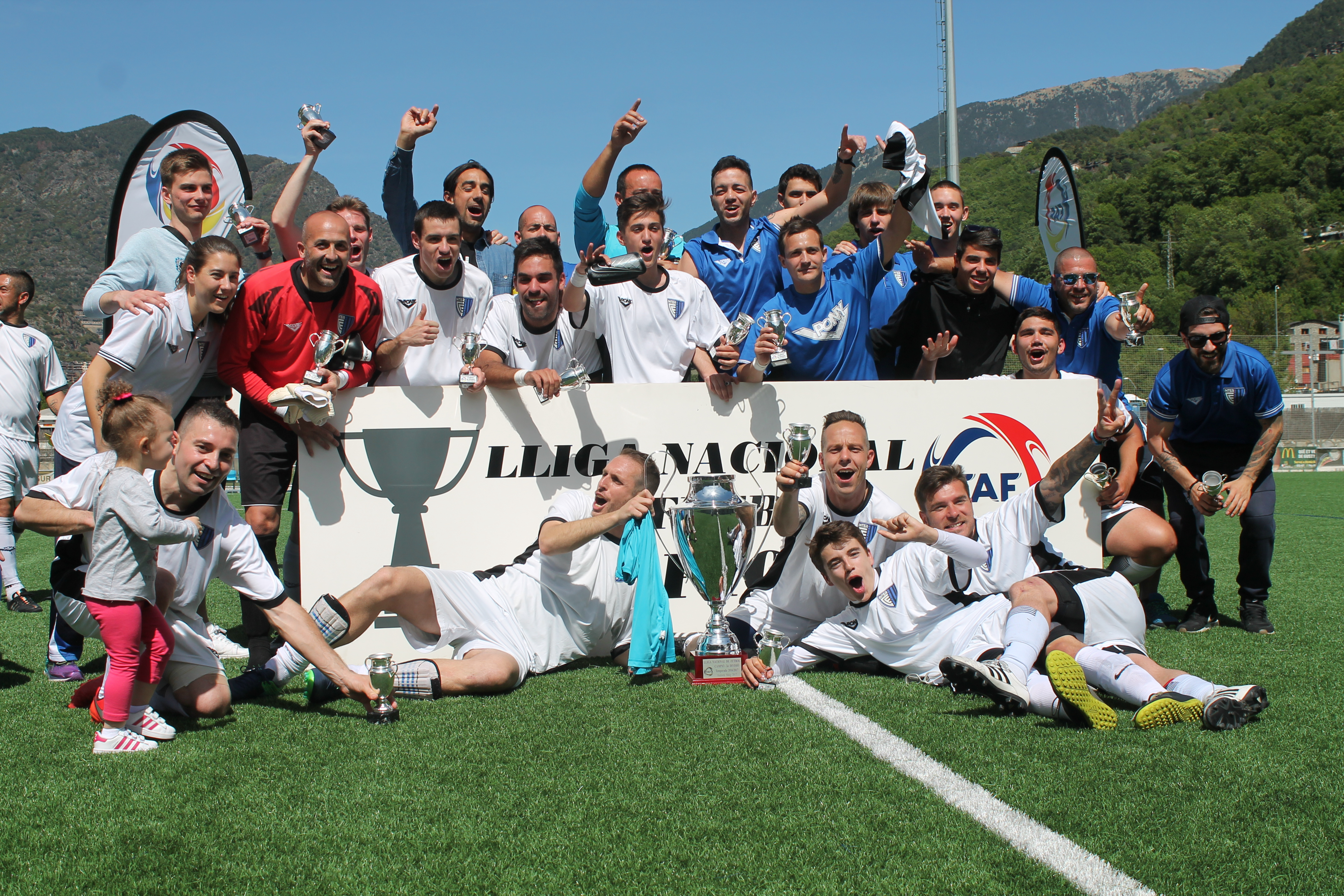
Inter campió de la segona divisió 2016-17.

L'Inter es va fundar al 1991 (o 1993) i juga a la Lliga andorrana de futbol des de la seva primera edició al 1995, quan va obtenir el setè lloc entre dotze clubs. Al seu inici l'Inter va tenir el suport de l'empresa Construccions Modernes.
L'Inter ha tingut el seu primer èxit amb la consecuació de la lliga en la temporada 2019-20. Fins eixe moment, les seues campanyes més reeixides eren dos tercers llocs (temporades 1999-2000 i 2000-01) i la final de la Copa Constitució del 2002. Després d'algunes temporades lluitant per no perdre la categoria, el 19 d'abril de 2015 el descens es va fer inevitable després de la derrota contra l'FC Encamp per 1-2 que va deixar l'Inter com a cuer de la classificació general. Retornà a primera dos anys després, el 2017.
A la Segona Divisió el club va canviar la junta directiva i la seva gestió. Tot i que el primer any només va aconseguir el cinquè lloc, la temporada 2016-17 es va traduir al primer títol de l'Inter en la seva història, quan va assolir la Lliga Biosphere i l'ascens a la Primera Divisió.
La temporada 2019-20 es proclama campió de la primera divisió per primer cop en la seua història. El títol també li val per disputar la ronda preliminar de la Lliga de Campions 2020-21; queda eliminat a les primeres de canvi després de perdre contra el Drita kosovar per 2 a 1. Emili Garcia va ser l'artífex del primer gol internacional del club de les Escaldes.

## Plantilla 2024-25
A February 2025 
| N. | Pos. | Nac. | Jugador           |
| -- | ---- | --- | ----------------- |
| 1  | POR  | [[Fitxer:Flag of Colombia.svg\|23x15px\|border \|alt=Colòmbia\|link=Selecció de futbol de Colòmbia\|{{#if:\|]]                           | Pacho             |
| 3  | DEF  | [[Fitxer:Flag of Colombia.svg\|23x15px\|border \|alt=Colòmbia\|link=Selecció de futbol de Colòmbia\|{{#if:\|]]                           | Jilmar Torres     |
| 4  | DEF  | [[Fitxer:Flag of Romania.svg\|23x15px\|border \|alt=Romania\|link=Selecció de futbol de Romania\|{{#if:\|]]                              | Raul Feher        |
| 5  | DEF  | [[Fitxer:Flag of Spain.svg\|23x15px\|border \|alt=Espanya\|link=Selecció de futbol d'Espanya\|{{#if:\|]]                                 | Camilo Puentes    |
| 6  | MIG  | [[Fitxer:Flag of the Balearic Islands.svg\|23x15px\|border \|alt=Illes Balears\|link=Selecció de futbol de les Illes Balears\|{{#if:\|]] | Damià Sabater     |
| 7  | DAV  | [[Fitxer:Flag of Andorra.svg\|23x15px\|border \|alt=Andorra\|link=Selecció de futbol d'Andorra\|{{#if:\|]]                               | Guillaume Lopez   |
| 8  | MIG  | [[Fitxer:Flag of Catalonia.svg\|23x15px\|border \|alt=Catalunya\|link=Selecció de futbol de Catalunya\|{{#if:\|]]                        | Viti Martínez     |
| 10 | DAV  | [[Fitxer:Flag of Spain.svg\|23x15px\|border \|alt=Espanya\|link=Selecció de futbol d'Espanya\|{{#if:\|]]                                 | Ángel de la Torre |
| 11 | DAV  | [[Fitxer:Flag of Spain.svg\|23x15px\|border \|alt=Espanya\|link=Selecció de futbol d'Espanya\|{{#if:\|]]                                 | Rafinha           |
| 12 | MIG  | [[Fitxer:Flag of Côte d'Ivoire.svg\|23x15px\|border \|alt=Costa d'Ivori\|link=Selecció de futbol de la Costa d'Ivori\|{{#if:\|]]         | Jean Luc Assoubre |
| 13 | POR  | [[Fitxer:Flag of Spain.svg\|23x15px\|border \|alt=Espanya\|link=Selecció de futbol d'Espanya\|{{#if:\|]]                                 | Javi Díaz         |
| 14 | DAV  | [[Fitxer:Flag of Spain.svg\|23x15px\|border \|alt=Espanya\|link=Selecció de futbol d'Espanya\|{{#if:\|]]                                 | José García       |

| N. | Pos. | Nac. | Jugador          |
| -- | ---- | --- | ---------------- |
| 15 | DEF  | [[Fitxer:Flag of Spain.svg\|23x15px\|border \|alt=Espanya\|link=Selecció de futbol d'Espanya\|{{#if:\|]]                        | Álex Sánchez     |
| 17 | DEF  | [[Fitxer:Flag of France (1794–1815, 1830–1974).svg\|23x15px\|border \|alt=França\|link=Selecció de futbol de França\|{{#if:\|]] | Sébastien Agüero |
| 19 | DAV  | [[Fitxer:Flag of Spain.svg\|23x15px\|border \|alt=Espanya\|link=Selecció de futbol d'Espanya\|{{#if:\|]]                        | Sascha Andreu    |
| 21 | MIG  | [[Fitxer:Flag of Spain.svg\|23x15px\|border \|alt=Espanya\|link=Selecció de futbol d'Espanya\|{{#if:\|]]                        | Hamza Riyahi     |
| 22 | DEF  | [[Fitxer:Flag of Spain.svg\|23x15px\|border \|alt=Espanya\|link=Selecció de futbol d'Espanya\|{{#if:\|]]                        | Joseba Muguruza  |
| 23 | MIG  | [[Fitxer:Flag of Andorra.svg\|23x15px\|border \|alt=Andorra\|link=Selecció de futbol d'Andorra\|{{#if:\|]]                      | Jordi Aláez      |
| 25 | POR  | [[Fitxer:Flag of Catalonia.svg\|23x15px\|border \|alt=Catalunya\|link=Selecció de futbol de Catalunya\|{{#if:\|]]               | Adrià Muñoz      |
| 26 | DAV  | [[Fitxer:Flag of Spain.svg\|23x15px\|border \|alt=Espanya\|link=Selecció de futbol d'Espanya\|{{#if:\|]]                        | Víctor Alonso    |
| 28 | MIG  | [[Fitxer:Flag of Spain.svg\|23x15px\|border \|alt=Espanya\|link=Selecció de futbol d'Espanya\|{{#if:\|]]                        | Andrés Mohedano  |
| 49 | DEF  | [[Fitxer:Flag of Catalonia.svg\|23x15px\|border \|alt=Catalunya\|link=Selecció de futbol de Catalunya\|{{#if:\|]]               | Adrià Gallego    |
| 70 | DAV  | [[Fitxer:Flag of France (1794–1815, 1830–1974).svg\|23x15px\|border \|alt=França\|link=Selecció de futbol de França\|{{#if:\|]] | Alexandre Llovet |
| —  | POR  | [[Fitxer:Flag of Argentina.svg\|23x15px\|border \|alt=Argentina\|link=Selecció de futbol de l'Argentina\|{{#if:\|]]             | Julián Pedernera |

## Palmarès
- Primera Divisió d'Andorra: 2019/20, 2020/21, 2021/22, 2024/25
- Copa Constitució: 2020, 2023, 2025
- Supercopa andorrana: 2020, 2021, 2022, 2023
- Segona Divisió d'Andorra: 2016/17

## Jugadors destacats
| - Albert Lopo - Odín Patiño | - Fabrice Begeorgi - Moisés Gonçalves |